# Autoridad Aeronáutica Civil
La Autoridad Aeronáutica Civil (AAC), es la entidad gubernamental y autónoma responsable de la regulación de todos los aspectos de la aviación civil en la República de Panamá. Tiene su sede en el Edificio 805 en el antiguo Albrook Air Force Station. El Decreto n.º 147 de 23 de agosto de 1932 estableció la autoridad. La Junta de Investigación de Accidentes de AAC investiga accidentes aeronáuticos.